# Regió d'Anatòlia Occidental (estadística)
La regió d'Anatòlia Occidental (TR5) és una de les 12 regions estadístiques de Turquia.

## Subregions i províncies
- Subregió d'Ankara (TR51)
  - Província d'Ankara (TR510)
- Subregió de Konya (TR52)
  - Província de Konya (TR521)
  - Província de Karaman (TR522)